# Defelê Futebol Clube
Departamento de Força e Luz Futebol Clube ou DFL Futebol Clube, mais conhecido como Defelê Futebol Clube, foi um clube de futebol brasileiro, sediado em Brasília, no Distrito Federal. Foi originado no Departamento de Força e Luz (DFL) da Novacap, tendo sido fundado em 25 de dezembro de 1959, apesar da fundação oficial ter sido no no dia 1º de janeiro de 1960.
As cores que o representavam eram o vermelho e o branco. Foi campeão brasiliense por quatro vezes, com um tricampeonato em 1960, 1961 e 1962, e mais uma vez em 1968, todos na era amadora do futebol candango, e foi o primeiro representante do Distrito Federal em um campeonato nacional ao disputar a Taça Brasil de 1963. 
Extinto em 1970, retorna em 1983 sob o nome de Defelê Esporte Clube para disputar o Departamento Autônomo.

## História

### Fundação

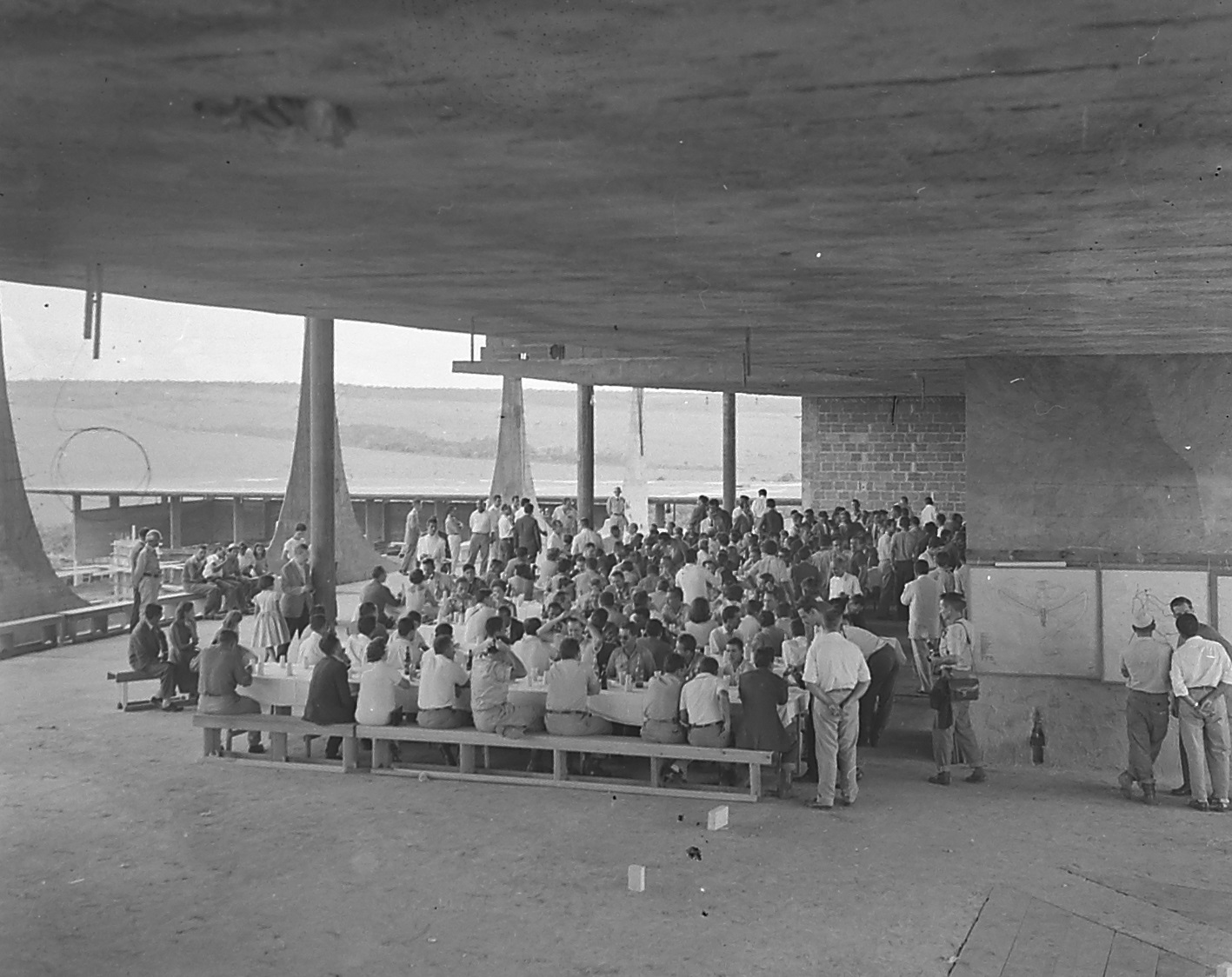
As construtoras de Brasília e as divisões da Novacap formaram várias equipes nos primeiros anos de Brasília, entre elas o Defelê.

Durante a construção de Brasília, muitas construtoras formaram equipes de futebol, quando o esporte se tornou uma distração e forma de escape nos canteiros de obras. Da mesma forma que as construtoras e seus empregados, começaram também a surgir equipes nos órgãos filiados a Novacap. Um deles era o Departamento de Força e Luz (DFL).
Na primeira edição do Campeonato Brasiliense de Futebol, uma equipe chamada Associação Esportiva Empresa Brasiliense de Engenharia ou simplesmente EBE disputou o campeonato. Lincoln de Senna Gonçalves e Wander Marques Abdalla tinham outro time, o Fiscalização, que tinha esse nome porque fiscalizava o trabalho da Empresa Brasiliense de Engenharia (EBE), responsável pela colocação da rede elétrica da cidade. Muitos empregados da fiscalização e da EBE acabaram indo parar no Departamento de Força e Luz (DFL) da Novacap, e logo surge a ideia de criar uma nova equipe. 
Wander Marques Abdala foi o responsável por criar um time no Departamento de Força e Luz da Novacap, dando o nome da equipe de DFL Futebol Clube. Cleóbulo Mesquita e Roberto Soares vieram do EBE e se tornam dirigentes, e se juntam a Lincoln e Wander. Apesar de já ter feito um jogo treino no Natal de 1959 contra o EBE, o clube é fundado oficialmente no dia 1º de janeiro de 1960, apesar de só ter se registrado em cartório em 30 de agosto de 1960. Os fundadores registrado do DFL Futebol Clube foram Antônio William Ramalho, Carlos Magno Maia Dias, Ciro Machado do Espírito Santo, David Calixto Dib, Esdras Martins, Francisco Troncha, Lincoln de Senna Gonçalves, Murilo Maia Dias, Paulo Levenhagen de Mello, Waldir de Carvalho e Wils de Alvarenga.
Ainda em 1960, a equipe se junta a Federação Desportiva de Brasília (FDB) e na Confederação Brasileira de Desportos (CBD), o que permite que dispute a segunda edição do Campeonato Brasiliense, que seria feita no fim do ano. Em uma narração, o locutor Jorge Curi resolveu ler a sigla como "Defelê", gerando o nome pelo qual o time seria conhecido para sempre.

### O tricampeonato estadual
O Defelê tornou-se tricampeão brasiliense quando conquistou os títulos de 1960, 1961 e 1962. No ano de 1968 voltou a ser campeão batendo o seu rival, o Rabello, originado da Construtora Rabello S. A. Em 1970 o Defelê disputa seu último campeonato, ficando na lanterna da competição com nenhum ponto ganho, e após isso encerra as suas atividades no futebol já que a Novacap não lhe deu mais apoio.

### O primeiro título
O Campeonato Brasiliense de Futebol de 1960 só começou no final de novembro. E o Defelê estreou com derrota de 1 a 0 no dia 27 de novembro de 1960 para o Rabello, naquela que seria a primeira partida dos grandes rivais da primeira década da cidade. Na segunda partida veio a primeira vitória, um 8 a 0, sobre o Pederneiras, no dia 4 de dezembro. Depois da goleada, o time embalou e fez mais quatro vitórias seguidas, vencendo no dia 11 de dezembro o Nacional por 4 a 2, o Grêmio Brasiliense por 5 a 0 no dia 18 de dezembro, o Planalto por 3 a 2 no dia 8 de janeiro e aplicando 7 a 1 no Alvorada no dia 22 de janeiro. O título seria decidido na última rodada, onde enfrentaria o Guará, seu concorrente direto pelo troféu.
Um empate por 1 a 1 na rodada final garantiu o primeiro título da equipe. O técnico do primeiro título foi Didi, e Ely - filho de  Roberto Soares, que tinha vindo do EBE - e Vitinho foram os artilheiros da equipe, com nove gols.

### O bicampeonato
O Defelê começou mal o Campeonato Brasiliense de Futebol de 1961 e terminou o primeiro turno apenas na quarta posição. A reação se deu no segundo turno, quando foi campeão de forma invicta se garantindo na final. Na final enfrentou o Rabello, vencedor do primeiro turno. A rivalidade entre as equipes chega ao ápice com a disputa da final em um melhor-de-quatro, com jogos muito disputados. Nos três primeiros jogos em 12, 19 e 26 de novembro, três empates, 1 a 1, 0 a 0 e 1 a 1. No quatro jogo, o Defelê venceu por 3 a 1 e se tornou bicampeão candango.
O jogo final
| 3 de dezembro de 1961 | Defelê                   | 3 – 1 | Rabello    | Aristóteles Gois, Distrito Federal                |
|                       | Ely 39' e 58' Sérgio 79' |       | Sabará 86' | Renda: Cr$ 137000,00 Árbitro: GO Amílcar ferreira |

Defelê: Matil; Zé Paulo, Osvaldo e Gavião; Capela e Bimba; Ramiro, Sérgio, Ely, Fino e Raimundinho. 
Rabello: Gaguinho; Paulo, Leocádio e Pernambuco; Sabará e Bugre; Roberto, Calado, Joãozinho, Nilo e Arnaldo.

### O tricampeonato
O campeonato Brasiliense de 1962 foi dividido em dois grupos: Norte e Sul. O Defelê ficou no grupo sul juntamente com seu grande rival Rabello.
O Defelê se classificou sem problemas para a segunda fase na segunda posição atrás do rival Rabello. No hexagonal final o Defelê disputou o título até a última rodada contra o Colombo e o Rabello.
O jogo chave para a conquista foi na penúltima rodada quando o então líder com 11 pontos encarou o seu rival e vice líder Rabello, que tinha nove pontos. Se vencesse e o Colombo que também tinha nove pontos não ganhasse seu jogo, conquistaria o tricampeonato. Só que o empate por 1 a 1, levou a decisão para última rodada. O Defelê não desperdiçou a oportunidade e venceu o Nacional por 1 a 0 e conquistou o terceiro troféu seguido. 

### Taça Brasil 1963
O Defelê foi o primeiro representante brasiliense em campeonatos nacionais. O adversário foi o Vila Nova, de Goiás, na primeira partida derrota por 2 a 0, em Brasília. Na segunda partida outra derrota dessa vez por 3 a 0. 

### O tetracampeonato de 1968
Depois do título estadual de 1963 o clube passou por um período turbulento, onde assistiu o seu rival Rabello conquistar quatro títulos seguidos. O Defelê só voltaria a conquistar o troféu em 1968. 
Em um campeonato conturbado o Defelê conquistou o título após empatar com o rival Rabello por 2 a 2. 

## Estádio
O Estádio do Defelê, que após o desaparecimento do clube é apelidado apenas de Defelê, é um estádio localizado no Acampamento DFL, na Vila Planalto, em Brasília. Fundado em 1959, foi a sede do Defelê enquanto esteve ativo. Até 2013 o terreno pertencia a Novacap, ano em que foi repassado ao Governo do Distrito Federal. Desde 1992, o estádio é sede do Clube Social Unidade de Vizinhança, e em 2020, passou a sediar também treinos do Real Brasília, que pretende usar o local para jogos.

## Títulos
| DISTRITAIS | DISTRITAIS             | DISTRITAIS | DISTRITAIS              |
|            | Competição             | Títulos    | Temporadas              |
| ---------- | ---------------------- | ---------- | ----------------------- |
|            | Campeonato Brasiliense | 4          | 1960, 1961, 1962 e 1968 |